# 国鉄キ950形貨車
国鉄キ950形貨車（こくてつキ950がたかしゃ）は、かつて日本国有鉄道（国鉄）に在籍した事業用貨車（雪かき車）である。

## 概要
1951年（昭和26年）12月11日に、石川島重工業において1両（キ950）がトキ900形無蓋車の改造により試作された、ローダー式雪かき車（スノーローダー）である。
1950年代頃まで、操車場や駅構内などで除雪された大量の雪は、無蓋貨車に積み込まれ、橋梁の上から川に捨てる雪捨て列車によって処理されていた。その積み込み作業には多くの人手が動員されていたため、その省人化が計画された。操車場等での除雪と除雪された雪の貨車への積み込みを自動的に1両で行えるよう、開発されたのが本形式である。
本形式は、機関車の推進により使用された。車両の前頭部に雪を取り込むための幅2.5 - 4.5mで開閉する翼（スクレーパー）を備え、その奥には氷結した雪を砕くための電動式の渦巻き破砕機を置き、さらにその奥には雪を貨車に積み込むためのベルトコンベアを2列配している。破砕機の直上に操縦室を置き、その下をベルトコンベアが通っている。また、車両後部には破砕機とベルトコンベアに動力を供給するためのディーゼルエンジンと交流発電機2基を収めた機器室が設けられ、その上にベルトコンベアを通した。スクレーパーは回送時に後方へ畳むことが可能で、前頭部には自動連結器も設けられていた。連結器は、除雪使用時にはカバーで覆うことができた。
台枠は平台枠で、ベッテンドルフ式の2軸ボギー台車TR41を2基装備した。最高速度は65km/hである。連結面間長は11,600mm、台車中心間距離は5,000mm、前部のオーバーハングは3,800mm、後部のオーバーハングは2,800mmであるが、ベルトコンベアの後端部は、連結面よりも1,400mm張り出していた。最大高は3,900mm、最大幅は2,950mm、自重は32.2tである。換算両数は、3.5。
雪は、ベルトコンベアにより車両後部に運ばれ、当初は融雪タンク車（スノーメルター）で蒸気機関車から供給される蒸気により融解するよう計画された。この融雪タンク車には、D50形蒸気機関車の炭水車2両を改造したものが充てられたが、容量と融解能力が不足したため、これは両側に余裕のない駅構内のような場所に限定して使用することとした。結局、雪の処理には雪捨て列車方式を採用することとし、翌1953年（昭和28年）には隣線に止めた雪捨て列車に積み込みができるように、横積用ベルトコンベアを備えた付属車両（キ950甲形、キ950甲）を製作した。この車両はトム11000形貨車の改造により製作され、側面のあおり戸と妻板を撤去し、中央部に旋回式の電動ベルトコンベアを設置した。コンベアの長さは4,700mmで、電源はローダー本体（キ950）から供給した。雪の積込能力は20m3/分であった。しかし、この使用法にも問題があり、国鉄のスノーローダーは実用化に至らなかった。両車は北海道内で使用（試用）され、1968年（昭和43年）には追分機関区に配置されていたが、1969年（昭和44年）度末までに廃車となっている。

## 試作車
本形式の製造に先立ち、1950年（昭和25年）に試作車（無車籍）が製作されている。この車両は二軸車で、前端部に翼と破砕機を、車体にはベルトコンベアを直列に2基設置しており、後部のものは旋回可能で融雪タンク車、雪捨て貨車いずれの積み込みにも対応する構造であった。